# Andrei Stepanov
Andrei Stepanov (Tallinn, 16 de março de 1979) é um ex-futebolista estoniano de origem russa que atuava como zagueiro. Seu nome em russo, nos tempos de URSS, é Андрей Николаевич Степанов (Andrey Nikolayevich Stepanov).

## Carreira
Em sua carreira, Stepanov jogou por TVMK, Lelle, Flora Tallinn, Torpedo Moscou, Khimki (2 passagens), Watford (onde teve apenas uma partida oficial disputada), Neftchi Baku, Gomel, Aris Limassol, FCI Tallinn II e Retro Tallinn, onde se aposentou em 2017.
Também passou um período de testes no Syrianska em 2011, mas não assinou com o clube sueco.

## Carreira na seleção
Embora possua origem russa, Stepanov preferiu defender a Estônia, onde faria sua estreia em outubro de 1999, num amistoso contra o Iraque.
Pela seleção, formou várias vezes a dupla de zaga com Raio Piiroja. Encerrou a carreira internacional em maio de 2012, na derrota por 4 a 0 para a Ucrânia. Foi o 89º jjogo oficial disputado pelo zagueiro, que é o 18º atleta com mais partidas pela seleção. Seu único gol pela equipe foi em junho de 2005, na vitória por 2 a 0 sobre Liechtenstein, pelas eliminatórias da Copa de 2006.

## Títulos
Flora Tallinn
- Meistriliiga: 2001, 2002, 2003
- Supercopa da Estónia: 2002, 2003

FC Gomel
- Copa da Bielorrússia: 2011

### Individuais
- Futebolista estoniano do ano: 2004